# Fransérgio
Fransérgio Rodrigues Barbosa, plus communément appelé Fransérgio, est un footballeur brésilien né le 18 octobre 1990 à Rondonópolis. Il évolue au poste de milieu défensif à l'Operário Ferroviário.

## Biographie
Fransérgio commence sa carrière dans le club de l'Atlético Paranaense, disputant des rencontres de Serie A brésilienne. Avec le club, il est champion du Paraná en 2009,.
En 2012, il signe dans le club du SC Internacional, il est alors Champion du Rio Grande do Sul dès la première saison. Entre 2012 et 2013, il enchaîne des prêts dans les clubs du Criciúma EC, du Ceará SC et du Guaratinguetá,.
À son arrivée au Portugal en 2014, il joue au CS Marítimo pendant quatre saisons. Lors de sa première saison, il est parfois amené à disputer des rencontres avec l'équipe B du club qui évolue en deuxième division portugaise. 
Il dispute notamment deux finales de Coupe de la Ligue en 2015 et 2016, toutes deux perdues contre le Benfica Lisbonne,.

### Sporting Braga
Il s'engage en faveur du Sporting Braga en compagnie de son coéquipier Raúl Silva le 22 mai 2017. Il y paraphe un contrat de cinq saisons. Lors des barrages de qualification pour la Ligue Europa 2017-2018, il délivre deux passes décisives lors du mach aller face aux islandais du FH Hafnarfjörður (victoire 1-2). Il se distingue lors de cette campagne européenne, auteur de 4 buts en 5 rencontres. Touché au genou, il ne participe pas aux seizièmes de finale, qui voit son équipe être éliminée par l'Olympique de Marseille.
Victime d'une rupture des ligaments croisés le 17 novembre 2017 face au CD Feirense, il manque la deuxième partie de la saison 2017-2018.
La saison suivante, Braga ne parvient pas à se qualifier pour la phase de groupes de la Ligue Europa, éliminé par le Zorya Louhansk lors du troisième tour de qualification. En championnat, Fransérgio réalise sa première saison pleine au Sporting, apparaissant à 26 reprises, dont 20 titularisations, auteur de 2 buts et 5 passes décisives. 
Il hérite du brassard de capitaine lors de l'exercice 2019-2020. Avec son équipe, il réalise une saison pleine sur différents tableaux. Quatrième du championnat, il prend part à 29 des 34 rencontres, marquant à 4 reprises et délivrant 3 passes décisives, en Ligue Europa, Braga atteint les seizièmes de finale, éliminé par le Rangers FC, Fransérgio ne manquant qu'une rencontre de cette aventure européenne, auteur de 2 buts et une passe décisive, et lors de la Coupe de la Ligue, son équipe remporte le trophée. 
La saison 2020-2021 est du même acabit. En championnat, l'équipe se classe de nouveau quatrième, le brésilien apparaissant à 30 reprises pour 6 buts et 2 passes décisives. En Ligue Europa, Braga est de nouveau éliminé en seizièmes de finale, face à l'AS Rome, et en Coupe de la Ligue, le club ne parvient pas à disposer du Sporting Clube Portugal en finale. Son équipe remporte par contre la Coupe du Portugal mais Fransérgio manque la finale. 

### Girondins de Bordeaux
Le 20 août 2021, il est transféré contre 4,5 millions d'euros aux Girondins de Bordeaux où il s'engage pour trois ans plus une année en option.

## Palmarès
- Atlético Paranaense
  - Champion du Paraná en 2009

- SC Internacional
  - Champion du Rio Grande do Sul en 2012

- CS Marítimo
  - Finaliste de la Coupe de la Ligue en 2015 et 2016

- SC Braga
  - Vainqueur de la Coupe de la Ligue en 2020
  - Finaliste de la Coupe de la Ligue en 2021

- Operário Ferroviário
  - Champion du Paraná en 2025

## Statistiques
| Saison                | Club                  | Championnat           | Championnat | Championnat | Championnat | Coupe nationale | Coupe nationale | Coupe nationale | Coupe de la Ligue | Coupe de la Ligue | Coupe de la Ligue | Ligue régionale | Ligue régionale | Ligue régionale | Total | Total | Total |
| Saison                | Club                  | Division              | M.          | B.          | P.d.        | M.              | B.              | P.d.            | M.                | B.                | P.d.              | M.              | B.              | P.d.            | M.    | B.    | P.d.  |
| 2021-2022             | Girondins de Bordeaux | Ligue 1               | 26          | 0           | 1           | 1               | 0               | 0               | -                 | -                 | -                 | -               | -               | -               | 27    | 0     | 1     |
| 2022-2023             | Girondins de Bordeaux | Ligue 2               | 35          | 4           | 1           | 2               | 0               | 0               | -                 | -                 | -                 | -               | -               | -               | 37    | 4     | 1     |
| Sous-total            | Sous-total            | Sous-total            | 61          | 4           | 2           | 3               | 0               | 0               | -                 | -                 | -                 | -               | -               | -               | 64    | 4     | 2     |
| 2023                  | Coritiba FC           | Serie A               | 15          | 0           | 0           | -               | -               | -               | -                 | -                 | -                 | -               | -               | -               | 15    | 0     | 0     |
| Total sur la carrière | Total sur la carrière | Total sur la carrière | 76          | 4           | 2           | 3               | 0               | 0               | -                 | -                 | -                 | -               | -               | -               | 79    | 4     | 2     |